# یواس‌اس جالاو (اس‌اس-۳۶۸)
یواس‌اس جالاو (اس‌اس-۳۶۸) (به انگلیسی: USS Jallao (SS-368)) یک زیردریایی بود که طول آن ۳۱۱ فوت ۹ اینچ (۹۵٫۰۲ متر) بود. این زیردریایی در سال ۱۹۴۴ ساخته شد.